# Natzwiller
Natzwiller település Franciaországban, Bas-Rhin megyében. Lakosainak száma 526 fő (2022. január 1.). Natzwiller Barembach, Grendelbruch, Neuviller-la-Roche, Rothau és Wildersbach községekkel határos.

## Népesség
A település népességének változása:
| Lakosok száma | 578  | 558  | 556  | 542  | 537  | 531  | 530  | 528  | 526  |
|               | 2013 | 2015 | 2016 | 2017 | 2018 | 2019 | 2020 | 2021 | 2022 |